# František Valentin
František Valentin, někdy uváděn i jako Valentín (5. února 1892, Hlohovec – 27. ledna 1966, Bratislava), byl slovenský chemik, vysokoškolský pedagog.

## Život
Po maturitě na gymnáziu v Banské Bystrici v roce 1911 studoval teologii ve Vídni, po 1. světové válce chemii na ČVUT v Praze. V roce 1925 získal titul Ing. Následně v letech 1935-1939 absolvoval pobyt na Institut de Biologie physico-chemique v Paříži.
V období 1915-1920 krátce působil jako kněz a kaplan v Banské Bystrici. Byl prvním slovenským univerzitním profesorem v oboru lékařská chemie. V letech 1940 až 1942 byl prvním děkanem Přírodovědecké fakulty Slovenské univerzity v Bratislavě, kde přednášel organickou chemii. Působil i jako rektor a prorektor SVŠT v Bratislavě. Ve vědeckovýzkumné práci se zaměřil na oblast sacharidů a potravinářskou chemii. Objevil a připravil některé nové organické sloučeniny. Byl autorem vysokoškolských učebních textů, studií a článků v odborných časopisech. Obdržel bulharský Řád s hvězdou za občanské zásluhy a jiná vyznamenání.